# リヴィウ航空ショー墜落事故
リヴィウ航空ショー墜落事故は、2002年7月27日にウクライナのリヴィウにあるスクヌィーリウ空軍基地（リヴィウ国際空港）で行われていたウクライナ空軍の航空ショーで発生した墜落事故。
77人が死亡、543人が負傷し、航空ショーにおいて発生した事故としては、1988年にドイツ連邦共和国（西ドイツ）のラムシュタイン空軍基地で発生したラムシュタイン航空ショー墜落事故（空中衝突事故でパイロット3人を含む死者70名に重傷者346人、ほか軽傷者多数の大惨事となった）を上回る航空ショー史上最悪の惨事となった。

## 概要

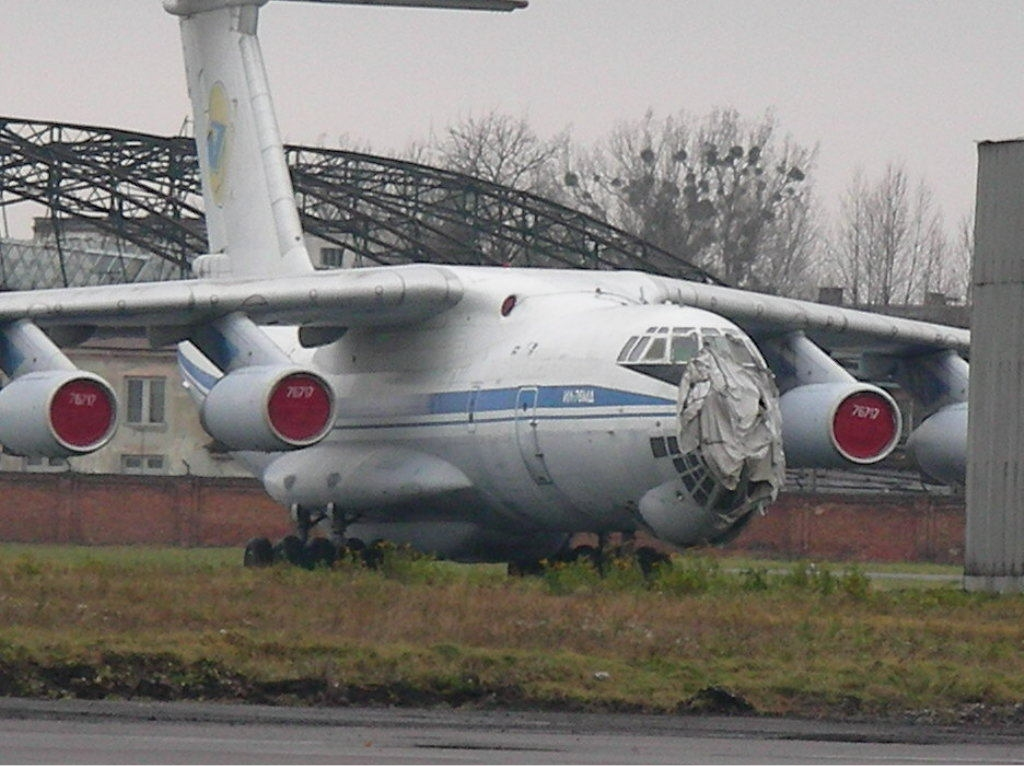
事故機と接触して損傷したIL-76MD。"鼻先"が潰れている。

この日、ウクライナのリヴィウにあるスクヌィーリウ空軍基地で、ウクライナ空軍第14師団創設60周年記念の航空ショーが行われており、その航空ショーの演技飛行のプログラムであるウクライナ空軍所属のSu-27UBによる曲技飛行が行われていた。ウクライナ空軍の展示飛行チーム「ウクライーンシキ・ソーコルイ」所属の2名の熟練操縦士が搭乗しており、観客席付近に低高度で進入したときに、機体が急激に降下して左翼が地面に接触した。そのまま機体は地面を滑走して駐機中のIl-76輸送機の前面に接触した後、観客エリアになっていた駐機場に突入し、地面に激突して爆発炎上した。
この事故で墜落機の爆発に巻き込まれた、もしくは飛散した破片に直撃された観客77名が死亡、543名以上が負傷、うち100人が入院するという航空ショー史上最悪の惨事となった。Su-27に搭乗していた2名の操縦士はIL-76に衝突する前の地面を滑走中に射出座席で脱出しており軽傷を負ったのみであった。

## 墜落原因と余波
墜落の原因は、操縦士が操縦を誤ったためである。操縦士は前もって予定された飛行計画とは異なった機体操作を行っていた。またフライトコンピューターからの警報に反応するのが遅れたことが直接の墜落の原因となった。当時のウクライーンシキ・ソーコルイでは、航空燃料の不足により訓練等に困難が生じていた事情もあり、リハーサルを行わないまま曲技飛行を行っていた。加えて観客エリアが飛行コースから離れた位置に設営されておらず、今回の大惨事を招いた、いわゆるヒューマンエラーが重なって発生した事故と言える。
この事故を受けて、当時の大統領レオニード・クチマが軍を糾弾し、空軍総司令官を解任、パイロット2名及び軍関係者3名が逮捕され、操縦士に懲役14年と720万フリヴニャ（アメリカ合衆国ドル換算で約142万ドル）の賠償金、副操縦士に懲役8年と250万フリヴニャの賠償金が課せられ、軍関係者2名も、それぞれ6年と4年の懲役を科せられている。もう1名の飛行トレーナーについては、証拠不十分として無罪とされた。
本件事故ののち、ウクライーンシキ・ソーコルイは2009年8月まで活動を休止せざるを得ない状況となった。また同年の活動再開後には、MAKSに向けて訓練していたロシア空軍の曲技飛行隊ルースキエ・ヴィーチャズィのSu-27が空中で接触し、1名が死亡している。